# José Serpa
Serpa  Pérez est un nom espagnol. Le premier nom de famille, en général paternel, est Serpa ; le second, en général maternel, souvent omis, est Pérez.

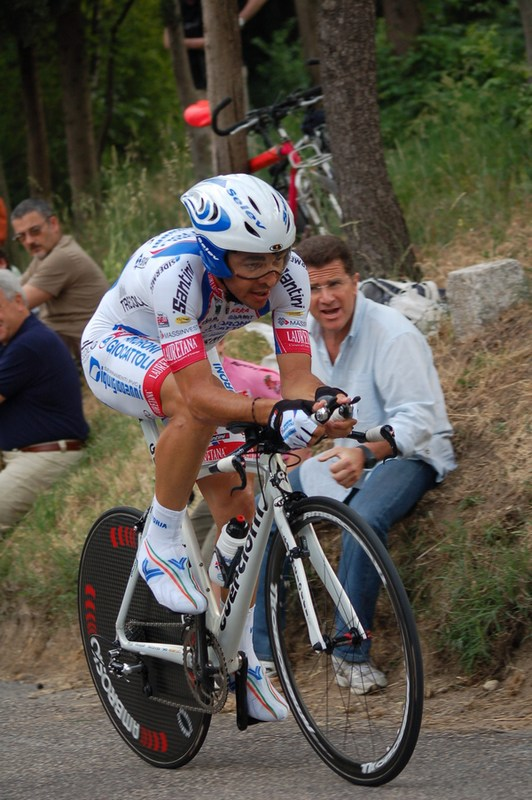
José Serpa lors du Tour d'Italie 2010.

José Rodolfo Serpa Pérez, né à Sampués (département de Sucre), le 17 avril 1979, est un coureur cycliste colombien.

## Biographie
Coureur amateur talentueux, notamment deuxième du Tour du Táchira 2006, José Serpa passe professionnel sur le tard, en 2006, à 26 ans, dans l'équipe Selle Italia-Serramenti Diquigiovanni. Spécialiste des courses par étapes, bon rouleur et très bon grimpeur, il s'illustre alors largement sur les épreuves sud-américaines et dans les courses par étapes de début de saison.
Ses principales victoires sont acquises sur le calendrier sud-américain : trois étapes du Tour du Táchira, une étape du Tour du Chili, la course en ligne des Championnats panaméricains, l'épreuve contre-la-montre des Jeux d'Amérique centrale et des Caraïbes, une étape du Tour de Colombie et le Tour du Venezuela en 2006, une nouvelle étape du Tour du Táchira en 2007, et la Clásico Ciclístico Banfoandes et deux étapes de celle-ci en 2008. Son excellente année 2006 sur le continent américain lui vaut de remporter l'UCI America Tour, couronnant ses onze victoires.
En début de saison, il s'est désormais fait un spécialiste du Tour de Langkawi, dont il a remporté une étape chaque année depuis 2006, et même deux en 2006. Il a notamment remporté trois fois l'étape-reine de Genting Highlands, et une fois le classement général de l'épreuve, sur le Tour de Langkawi 2009. Il a également remporté en janvier 2009 une étape du Tour de San Luis.
Ne courant régulièrement en Europe que depuis 2007, Serpa n'y a pas encore un palmarès à la hauteur de ses performances sud-américaines. Il a toutefois obtenu deux accessits sur le Tour d'Italie (31e et 26e), et obtenu en 2008 des places d'honneur sur la Semaine internationale Coppi et Bartali (8e) et le Tour du Trentin (9e).
Après un bon début de saison 2011, avec quelques accessits et une victoire au Tour du Frioul, Serpa se présente au Tour d'Italie avec l'intention de finir avec un bon classement général final. Encouragé par une remarquable 3e place dans la cinquième étape, il dévoile des ambitions supérieurs, espérant une victoire dans une étape de montagne et entrer dans le Top-10 final. Lors de la onzième étape, son équipe roule sur les échappés pour provoquer une arrivée groupée (le parcours accidenté de la fin d'étape devant l'avantager). Serpa ne peut conclure victorieusement mais réussit une bonne performance avec une 4e place à l'arrivée. Huitième à une minute et 47 secondes de Contador avant les treizième, quatorzième et quinzième étapes de montagne, terrain de prédilection supposé de José, l'objectif pré-cité semble accessible. Las, il perdra, lors de ces trois étapes, la bagatelle de 57 minutes sur le leader et tout espoir de bien figurer au classement général final. Il termine le Giro à une modeste 52e place.
Il resigne avec l'équipe de Gianni Savio pour la saison 2012.

### Saison 2012
Fin janvier, il dispute le Tour de San Luis. Lors de la troisième étape, arrivant en altitude, seul Levi Leipheimer peut rester dans la roue d'Alberto Contador, José Serpa termine huitième à vingt-six secondes de l'Espagnol. Le lendemain, dans le contre-la-montre, il ne perd que seize secondes sur l'Ibère, auteur d'une relative contre-performance. Le jour suivant, la cinquième étape se termine au sommet du Mirador del Sol, quatre hommes, dont Serpa, s'isolent très vite. Contador récidive et s'impose, Serpa finissant quatrième à vingt-cinq secondes. Ces résultats lui permettent de terminer l'épreuve sixième (et même cinquième après le déclassement de Contador).
Fin février, il prend part au Tour de Langkawi. La course commence par un contre-la-montre où David Zabriskie relègue la concurrence à au moins une minute et Serpa à 2 min 22 s. Lors de la 5e étape, il s'isole en compagnie de l'Australien Darren Lapthorne et élimine l'Américain pour la victoire finale. L'Australien prend la tête du classement général provisoire alors que le Colombien gagne l'étape. Ils repoussent à 11 secondes leurs premiers poursuivants et de 24 secondes le peloton principal. Le lendemain, Serpa remporte l'étape reine de l'épreuve, arrivant en altitude aux Genting Highlands. Avec l'appui de son coéquipier José Rujano, il s'échappe en compagnie de son compatriote Víctor Niño. À sept kilomètres du but, Serpa démarre et décroche Rujano. Seul Niño reste avec lui, mais à 38 ans, il ne peut s'opposer à la victoire de son cadet. Les écarts sont faits puisque le quatrième de l'étape arrive avec 2 min 30 s de retard, Lapthorne terminant à un quart d'heure. Serpa prend la tête du classement général avec 30 secondes d'avance sur son coéquipier vénézuélien. Après sa quatrième victoire au sommet des Genting Highlands, José Serpa remporte son deuxième Tour de Langkawi, quatre jours plus tard. Il devance Rujano, et Niño de 63 secondes.
Le 20 mars, il est au départ de la Semaine internationale Coppi et Bartali, avec sa formation. Il se retrouve à 21 secondes du leader, après le contre-la-montre par équipes. Lors de la 4e étape, il fait partie des six hommes qui s'isolent dans la montée de Valico di Gaiato et qui se disputent la victoire d'étape. Concédant toujours le même retard, à la veille de l'ultime étape, un contre-la-montre individuel, il échoue à la huitième place.
Le 15 avril, son équipe réalise un grand Tour des Apennins. Dans la descente de la dernière difficulté de la journée, le passo della Bocchetta, un groupe de vingt-deux unités se forme, où les Androni Giocattoli sont représentés par six éléments. L'absence de la moindre difficulté dans les vingt derniers kilomètres, amène à privilégier une arrivée au sprint. Serpa et ses équipiers travaillent pour que Fabio Felline puisse remporter l'épreuve, lors de l'emballage final. Serpa se relève et termine 19e à douze secondes de Felline.
Il dispute le Tour d'Italie 2012 avec l'ambition de finir dans les dix premiers du classement général. Mais lors de la deuxième étape au Danemark, il chute et se fracture le quatrième métacarpien de la main droite. Lors de la sixième étape, il perd un quart d'heure sur le vainqueur, son compatriote et coéquipier Miguel Ángel Rubiano, et toute chance de bien figurer au classement final. Il termine, néanmoins, le Giro mais à plus de trois heures de Ryder Hesjedal.
Même s'il n'obtient pour tout autre résultat notable de l'année qu'une cinquième place à l'arrivée du GP Carnaghese (it), il intègre une formation World Tour, l'équipe Lampre-Merida, en fin de saison.

### Saisons 2013 à 2015
Bien qu'il participe pour la première fois au Tour de France, sa saison 2013 est sans relief. Quatre places dans les trente premiers aux classements généraux finals d'épreuve UCI World Tour peuvent être ressorties, au Tour de Romandie, au Tour d'Italie, au Tour de France et au Tour de Pologne.
En 2014, il reprend la compétition au Tour de San Luis. Il prend, notamment, la cinquième place au sommet du Mirador del Sol, après avoir attaqué dans l'ascension finale. De retour en Europe, il dispute le Challenge de Majorque. Il enchaîne avec le Trofeo Laigueglia. À cinquante kilomètres de l'arrivée, il s'isole, en compagnie de Patrik Sinkewitz, dans l'ultime difficulté de l'épreuve. Au sommet, ils ne comptent que soixante-sept secondes d'avance sur un groupe de vingt-cinq hommes. Pourtant, ils résistent et se disputent la victoire entre eux. Serpa remporte sa première victoire en terres italiennes depuis le Tour du Frioul 2011, à l’issue d'un long sprint emmené par son adversaire. Il s'agit de son premier succès depuis qu'il a intégré l'équipe Lampre-Merida.
En 2015, toujours membre de la formation italienne Lampre-Merida, José Serpa participe pour la troisième fois au Tour de France et termine l'épreuve en 122e position.

### Saisons 2016 et 2017
Début mars 2016, il déclare avoir terminé un cycle en Europe et être rentré en Colombie pour consacrer plus de temps à sa famille, sans vouloir, toutefois, quitter le cyclisme. Ainsi il a pour objectif de remporter le Tour de Colombie. Annoncé prématurément dans l'équipe Orgullo Antioqueño, les négociations traînent jusqu'à la fin de l'hiver pour finalement échouer. Serpa trouve alors refuge dans la nouvelle formation "Arroz Sonora", mise sur pied par Víctor Hugo Peña que sponsorise l'entreprise "Agroindustrial Molino Sonora". Même s'il remporte deux courses par étapes mineures, sa saison est décevante sans résultats probants dans le Tour de Colombie et le Clásico RCN. Il obtient, toutefois, deux succès d'estime durant l'été, une étape de la Clásica Ciudad de Girardot et une autre lors de la Vuelta a Santander.
N'ayant pas la certitude que Víctor Hugo Peña réussisse à trouver les sponsors nécessaires pour la saison 2017, José Serpa prend contact avec la formation SuperGiros et trouve un accord avec elle.

## Palmarès sur route et classements mondiaux

### Palmarès
- 2000
  -  Médaillé de bronze du championnat panaméricain du contre-la-montre espoirs
- 2001
  -  Médaillé d'argent du championnat panaméricain du contre-la-montre espoirs
- 2002
  - 3e du championnat de Colombie du contre-la-montre
- 2003
  -  Médaillé d'or du contre-la-montre aux Jeux panaméricains
  - 2e du championnat de Colombie du contre-la-montre
- 2005
  - 4e étape de la Vuelta al Valle del Cauca
  - Tour du Trujillo :
    - Classement général
    - 1re et 6e (contre-la-montre) étapes

  - 3ea étape du Tour du Venezuela (contre-la-montre par équipes)
  - 5e étape du Clásico Ciclístico Banfoandes
  - 3e du championnat de Colombie du contre-la-montre
- 2006
  - UCI America Tour
  -  Champion panaméricain de la course en ligne
  - 7e, 10e et 14e étapes du Tour du Táchira
  - 4e et 5e étapes du Tour de Langkawi
  - 6e étape du Tour du Chili
  -  Médaillé d'or du contre-la-montre aux Jeux d'Amérique centrale et des Caraïbes[29]
  - 12e étape du Tour de Colombie[30]
  - Tour du Venezuela :
    - Classement général
    - 4e étape (contre-la-montre)

  - 2e du Tour du Táchira
  - 2e du championnat de Colombie du contre-la-montre
- 2007
  - 8e étape du Tour de Langkawi
  - 5e étape du Tour du Táchira
  - 2e du Tour de Langkawi
- 2008
  - 6e étape du Tour de Langkawi
  - 9e étape du Tour du Venezuela (contre-la-montre)
  - Clásico Ciclístico Banfoandes :
    - Classement général
    - 6e et 7e étapes
- 2009
  - 4e étape du Tour de San Luis
  - Tour de Langkawi :
    - Classement général
    - 5e étape

  - 7e étape du Tour du Venezuela
  - 3e du Tour de San Luis
  - 9e du Tour d'Italie
- 2010
  - Semaine internationale Coppi et Bartali :
    - 2e étape
    - 3e du classement général

  - 4e étape de la Semaine cycliste lombarde
  - 2e du Tour de San Luis
  - 2e du Mémorial Marco Pantani
- 2011
  - Tour de San Luis :
    - 2e étape
    - 2e du classement général

  - Tour du Frioul[31]
  - 1reb étape de la Semaine internationale Coppi et Bartali (contre-la-montre par équipes)
  - 2e du Tour de la province de Reggio de Calabre
  - 2e du Tour de Sardaigne
- 2012
  - Tour de Langkawi :
    - Classement général
    - 5e et 6e étapes
- 2014
  - Trofeo Laigueglia
- 2016
  - 4e étape de la Clásica de Girardot
- 2017
  - 7e étape du Tour de Colombie
- 2018
  - 9e étape du Tour de Táchira
  - 11e étape du Tour de Colombie
  - 3e de la Clásica de El Carmen de Viboral
- 2019
  - 3e du championnat de Colombie sur route

### Résultats sur les grands tours
| 7 participations - 2006 : 31e - 2008 : 26e - 2009 : 9e - 2010 : 30e - 2011 : 52e - 2012 : 87e - 2013 : 27e | 3 participations - 2013 : 21e - 2014 : 48e - 2015 : 122e 1 participation - 2014 : 93e |

### Classements mondiaux
| Année                  | 2007 | 2008 | 2009 | 2010 | 2011 | 2012 | 2013 | 2014 | 2015 |
| ---------------------- | ---- | ---- | ---- | ---- | ---- | ---- | ---- | ---- | ---- |
| Calendrier mondial UCI |      |      | 122e |      |      |      |      |      |      |
| UCI World Tour         |      |      |      |      |      |      | nc   | 175e | nc   |
| UCI America Tour       | 73e  | 134e | 5e   | 25e  | 14e  | 115e |      |      |      |
| UCI Asia Tour          | 15e  | 90e  | 13e  |      |      | 7e   |      |      |      |
| UCI Europe Tour        | 890e | 593e | 715e | 72e  | 19e  | 325e |      |      |      |

## Résultats sur les championnats

### Jeux olympiques
| Course en ligne 1 participation. - 2008 : 40e au classement final. | Américaine 1 participation. - 2004 : 16e au classement final. |

### Championnats du monde professionnels
| Course en ligne 3 participations. - 2007 : Abandon. - 2009 : 74e au classement final. - 2011 : 124e au classement final. Contre-la-montre 2 participations. - 2007 : 43e au classement final. - 2009 : 22e au classement final. | Poursuite par équipes 4 participations. - 2001 : 12e temps des participants (éliminé au tour qualificatif). - 2002 : 6e temps des participants (éliminé au premier tour). - 2003 : 13e temps des participants (éliminé au tour qualificatif). - 2004 : 16e temps des participants (éliminé au tour qualificatif). |

### Jeux panaméricains

#### Route
| Course en ligne 1 participation. - 2007 : 38e au classement final. | Contre-la-montre 1 participation. - 2003 : Vainqueur de l'épreuve. |

#### Piste
| Poursuite par équipes 1 participation. - 2003 : Troisième de la compétition. | Américaine 1 participation. - 2007 : Second de la compétition. | Course aux points 1 participation. - 2007 : Second de la compétition. |

### Championnats panaméricains

#### Route
| Course en ligne 2 participations. - Tinaquillo 2004 : Abandon. - São Paulo 2006 : Vainqueur de l'épreuve. | Contre-la-montre 4 participations. - Bucaramanga 2000 : Médaillé de bronze en catégorie Espoirs. - Tinaquillo 2004 : 4e au classement final. - Mar del Plata 2005 : 6e au classement final. - São Paulo 2006 : 6e au classement final. |

#### Piste
| Poursuite par équipes 3 participations. - Medellín 2001 : Troisième de la compétition. - Tinaquillo 2004 : Vainqueur de l'épreuve. - Mar del Plata 2005 : Troisième de la compétition. | Américaine 2 participations. - Tinaquillo 2004 : Vainqueur de l'épreuve. - Mar del Plata 2005 : Troisième de la compétition. |

### Jeux d'Amérique centrale et des Caraïbes
| Contre-la-montre - Carthagène des Indes 2006 : Vainqueur de la compétition. Course en ligne - Carthagène des Indes 2006 : 26e au classement final. | Poursuite par équipes - Carthagène des Indes 2006 : Vainqueur de la compétition. |

### Championnats nationaux
- Cali 2019
  -  Médaillé de bronze de la poursuite individuelle[62].
  -  Médaillé de bronze de la poursuite par équipes (avec Nicolás García, Félix Barón et Eduard Yépez)[63].
- Juegos Nacionales Cali 2019
  -  Médaillé d'or de la course aux points des XXI Juegos Deportivos Nacionales[64].
  -  Médaillé d'or de la course scratch des XXI Juegos Deportivos Nacionales[65].